# Gumaga hespera
Gumaga hespera là một loài Trichoptera trong họ Sericostomatidae. Chúng phân bố ở miền Tân bắc.